# Tomopteris pierantonii
Tomopteris pierantonii är en ringmaskart som beskrevs av Terio 1947. Tomopteris pierantonii ingår i släktet Tomopteris och familjen Tomopteridae. Inga underarter finns listade i Catalogue of Life.